# Мадеевка (Погарский район)
Мадеевка — деревня в Погарском районе Брянской области России. Входит в состав Посудичского сельского поселения.

## География
Деревня находится в южной части Брянской области, в зоне хвойно-широколиственных лесов, к западу от автодороги 15К-1904, на расстоянии примерно 1 километра (по прямой) к северо-западу от посёлка городского типа Погар, административного центра района. Абсолютная высота — 128 метров над уровнем моря.

### Климат
Климат характеризуется как умеренно континентальный, с тёплым летом и умеренно холодной зимой. Средняя температура воздуха самого тёплого месяца (июля) — 18,2 °C (абсолютный максимум — 36 °C); самого холодного (января) — −8,2 °C (абсолютный минимум — −37 °C). Среднегодовое количество атмосферных осадков составляет 549—641 мм, из которых большая часть выпадает в тёплый период. Снежный покров держится в течение 115—125 дней. В тёплый период (апрель-сентябрь) преобладают ветры северо-западных, северо-восточных и западных направлений, а в холодный период (октябрь-март) — юго-западных, южных и западных.

### Часовой пояс
Деревня Мадеевка, как и вся Брянская область, находится в часовой зоне МСК (московское время). Смещение применяемого времени относительно UTC составляет +3:00.

## Население
| 2010 | 2013 |
| ---- | ---- |
| 346  | ↗374 |

### Национальный состав
Согласно результатам переписи 2002 года, в национальной структуре населения русские составляли 95 % из 290 чел.

## Известные уроженцы, жители
- Пусев, Родион Карпович (1922—1989) — советский хозяйственный, государственный и политический деятель, Герой Социалистического Труда.

## Инфраструктура
Личное подсобное хозяйство с зоной сельскохозяйственного использования, индивидуальная застройка усадебного типа.
Основа экономики — сельское хозяйство.
Мадеевский дом культуры. Мадеевская основная общеобразовательная школа

## Транспорт
Автобусное сообщение с райцентром. Остановка общественного транспорта «Мадеевка». 